# Frontière entre Djibouti et l'Érythrée
La frontière entre Djibouti et l'Érythrée s'étire sur environ 90 kilomètres entre le ras Douméra sur la mer Rouge et le point de trijonction formé par les frontières de l'Éthiopie, l'Érythrée et Djibouti au sommet du Mousa Ali.

## Délimitation
Le point littoral fixé entre la France et l'Italie en 1891 à Douméra, est confirmé par un protocole signé à Rome le 24 janvier 1900 entre le ministre des Affaires étrangères Emilio Visconti-Venosta et l'ambassadeur français Camille Barrère. Il prévoit une ligne entre Douméra et un point à déterminer situé à soixante kilomètres de la côte.

Une délimitation sur le terrain en février-mars 1901 fixe cette limite occidentale à Dadda’to le 7 mars. L'accord de délimitation final est signé à Rome le 10 juillet 1901 par Giulio Prinetti et Camille Barrère. Cette partie de la frontière n'a jamais été abornée.
En 1949, la Grande-Bretagne, qui administrait l’Érythrée conquise sur l'Italie, n'envoie aucun délégué à une réunion organisée pour la fixation du point de trijonction au point septentrional de cette  frontière, dit « Adgueno-Garci ». Il reste alors indéterminé.

La partie occidentale de cette frontière est délimitée et abornée en 1954-1955, à la fin de la définition de la frontière entre Djibouti et l'Éthiopie, entre le mont Moussa ’Ali et Gouagouya.
Lors de la négociation frontalière franco-éthiopienne de 1954-1955, l’Éthiopie refuse d'aborner la partie à l'est de Gouagouya, estimant qu'elle relève de l’Érythrée, et donc que la trijonction se situe à Gouagouya ou Dada’to. C'est la position qu'elle défend encore au début des années 2000, sans être suivie par la cour internationale d’arbitrage chargée de définir la frontière entre l’Éthiopie et l’Érythrée en 2002. Cette dernière prendra en compte la modification, dans les années 1960, de ce qui était alors une frontière interne entre l’Éthiopie et l’Érythrée et place sa limite méridionale au sommet du Moussa ’Ali.

Entre Gouagouya et Dadda’to (3 kilomètres), la frontière est réputée suivre le thalweg de la rivière.

## Tracé
La partie abornée de cette frontière suit le tracé suivant (bornes 90 à 100) :

sommet du mont Moussa ’Ali, point dit Adguéno Garci, point dit Dalhi-Koma, Gouagouya (borne 100, fin de l'abornement).

Ensuite la frontière passe par :

thalweg de la Wei’ima, Bissidiro, ligne droite jusqu'au ras Douméra, ligne de partage des eaux du promontoire prolongée dans la mer Rouge.

## Évolution
Cette frontière divise l'espace politique du «sultanat» précolonial de sultanat de Rehayto. Plusieurs tentatives d'unification ont échoué.
Djibouti et l'Érythrée se sont affrontés à plusieurs reprises à propos de la région frontalière autour de Douméra, la dernière fois en 2008.